# Seiichiro Maki
Seiichiro Maki (Ogawa, Districte de Shimomashiki (avui en dia dins de la ciutat d'Uki), Prefectura de Kumamoto, Japó, 7 d'agost de 1980) és un futbolista japonès.

## Selecció japonesa
Seiichiro Maki va disputar 38 partits amb la selecció japonesa.